# Freddy Krueger
Frederick Charles Krueger (o simplemente Freddy Krueger) es un personaje de la serie de películas A Nightmare on Elm Street. Apareció por primera vez en A Nightmare on Elm Street (1984), de Wes Craven, como el espíritu de un asesino en serie quemado que mata a sus víctimas en sus sueños, causando con ello su muerte en el mundo real.
La revista Wizard clasificó a Freddy como el 14.º villano más grande, mientras que el canal de televisión británico Sky2 lo incluyó en el 8.º lugar, y el American Film Institute lo clasificó en el 40.º puesto en su lista de «100 años... 100 héroes y villanos de AFI». En 2010, Freddy ganó un premio por Mejor villano (antes Most Vile Villain) en los Scream Awards.

## Creación
Según Wes Craven, director y guionista de la película A Nightmare on Elm Street (1984), el personaje Freddy Krueger estuvo inspirado en tres artículos que leyó en el periódico Los Angeles Times. En dichos artículos, se narraba cómo unas personas que vivían en el sureste de Asia murieron mientras tenían unas pesadillas.  Una de las víctimas era el hijo de un ingeniero, que rehusaba dormir debido a las pesadillas que tenía. Su familia estaba preocupada, ya que había estado varios días sin dormir, hasta que una noche se quedó dormido y lo acostaron en su habitación. Sin embargo, en medio de la noche lo oyeron gritar y al entrar en su habitación lo encontraron muerto. Según Craven:

"Se realizó una autopsia, y descubrieron que no sufrió un ataque al corazón; había muerto simplemente por razones inexplicables. Encontraron en su armario una máquina para hacer café, llena de café caliente que había utilizado para mantenerse despierto, y encontraron además todas las pastillas para dormir que pensaron se había tomado; él las había escupido y las escondió. Me pareció una historia tan increíblemente dramática que estuve intrigado por ella durante un año, por lo menos, hasta que finalmente decidí escribir algo sobre este tipo de situación".

Craven sostuvo en una entrevista que el origen de Krueger está también basado en algo que ocurrió cuando era un niño. Una noche, mientras estaba en su habitación, escuchó unos ruidos y vio a través de la ventana a un hombre de aspecto tenebroso que estaba en la calle. El hombre lo miró directamente a los ojos, sonriéndole y Craven se escondió. Tras estar escondido en su cama, volvió a asomarse por la ventana y descubrió que el hombre seguía en el mismo lugar. Craven le contó a su hermano mayor y cuando él bajó las escaleras para examinar, no había nadie en la calle. Según el director, «la idea de un adulto que era aterrador y disfrutaba asustando a un niño fue el origen de Freddy». La idea del guante del personaje está basado en el temor inconsciente que tienen los humanos a los depredadores y las cuchillas de Krueger representan las garras, dientes y cuernos de esos animales. El color del suéter de Freddy, por su parte, surgió tras leer la revista Scientific American en 1982, donde se señalaba que los colores que más chocan a la retina humana eran el verde y el rojo.

## Diseño

### Apariencia

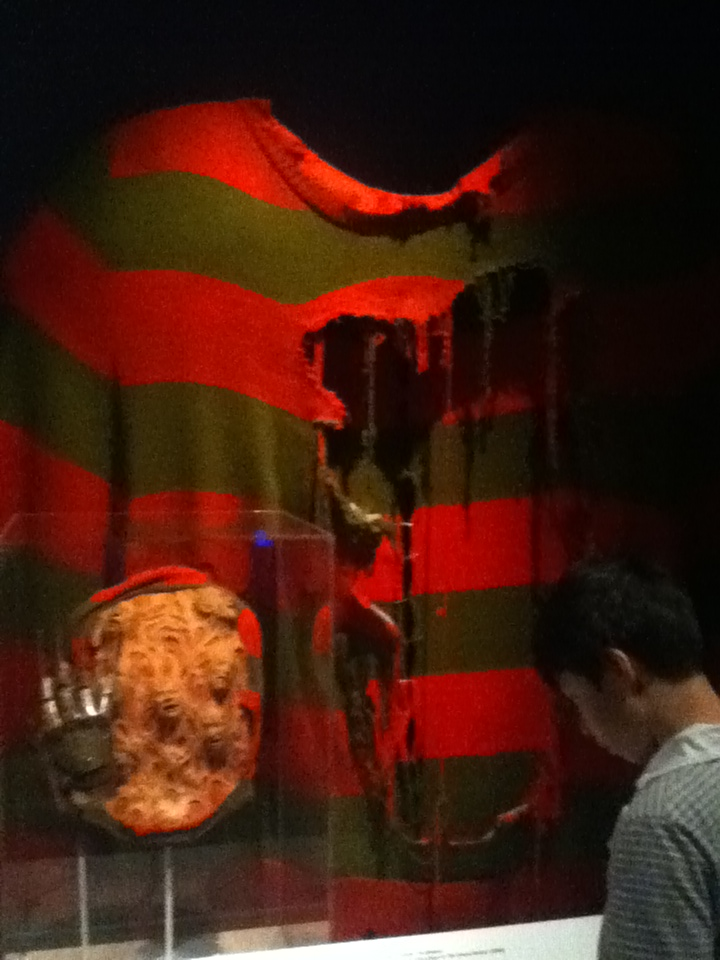
El suéter de Freddy Krueger usado en la película A Nightmare on Elm Street :The Dream Master.

La apariencia física de Freddy Krueger se ha mantenido en gran parte consistente a lo largo de la serie de películas, aunque se hicieron cambios menores en las películas posteriores. Lleva un suéter a rayas rojo y verde (mangas rojas sólidas en la película original), un sombrero de ala marrón oscuro, su guante afilado, pantalones negros rectos (marrón en la película original) y botas de trabajo desgastadas. Su piel tiene cicatrices de quemaduras y carece de cabello como resultado de ser quemado vivo por los padres de Springwood. En la película original, solo se quemó la cara, mientras que las cicatrices se han extendido al resto de su cuerpo desde la segunda película en adelante. Su sangre es ocasionalmente oleosa y de color oscuro o verdosa cuando está en el Mundo de los Sueños. En la película original, Freddy permanece en las sombras y bajo la penumbra mucho más tiempo que en las secuelas posteriores. En la segunda película, hay algunas escenas donde se muestra a Freddy sin su guante afilado pero en cambio las cuchillas emergen de las yemas de sus dedos. Cuando las películas empezaron a enfatizar el aspecto cómico y sensato del personaje, comenzó a ponerse varios disfraces y adoptar otras formas, como vestirse de camarero o usar una versión inspirada en Superman de su suéter con una capa (The Dream Child), que aparece como un sprite de videojuegos (Freddy's Dead), una criatura gigante parecida a una serpiente (Dream Warriors) y una oruga que fuma en narguile (Freddy vs. Jason).
En New Nightmare, la apariencia de Freddy se actualizó considerablemente, dándole un sombrero verde que combinaba con sus franjas de suéter, pantalones ajustados de piel, botas negras hasta la rodilla, una versión de cuello alto de su suéter característico, una gabardina negra y una quinta cuchilla en el pulgar de su guante, que también tiene un aspecto mucho más orgánico, se asemeja al tejido muscular expuesto de una mano real. Freddy también tiene menos quemaduras en la cara, aunque son más graves, con el tejido muscular expuesto en numerosos lugares. En comparación con sus otras encarnaciones, estas lesiones de Freddy son más parecidas a las de una víctima real de una quemadura. Para el remake de 2010, Freddy regresa a su vestimenta icónica, pero las quemaduras en su rostro se intensifican con el blanqueamiento adicional de la piel y el tejido facial expuesto en la mejilla izquierda, que recuerda más a las quemaduras reales de tercer grado que en la serie original.

### Guantelete con cuchillas
Wes Craven declaró que parte de la inspiración del famoso guante de Freddy era su gato, mientras lo veía arañar el costado de su sofá una noche.
En una entrevista dijo: "Parte de esto era un objetivo para hacer que el personaje fuera memorable, ya que cada personaje que ha tenido éxito ha tenido algún tipo de arma única, ya sea una motosierra o un machete, etc. También estaba buscando un miedo primordial que está incrustado en el subconsciente de personas de todas las culturas. Uno de ellos es el miedo a que se rompan los dientes, que utilicé en mi primera película. Otra es la garra de un animal, como un tigre diente de sable que ataca con sus tremendas zarpas. Lo transpuse en una mano humana. La figura original tenía ganchos tipo anzuelos de pesca".
Cuando Jim Doyle, el creador de la garra de Freddy, le preguntó a Craven qué quería, Craven respondió: "Es como unas uñas muy largas, quiero que el guante se vea como algo que podría hacer alguien que tenga las habilidades de un calderero". Doyle explicó: "Luego buscamos cuchillos. Escogimos este cuchillo de bistec de aspecto extraño, pensamos que se veía realmente genial, pensamos que se vería aún más fresco si lo volteamos y lo usamos al revés. Tuve que quitar el borde trasero y poner otro borde en él, porque en realidad estábamos usando el cuchillo al revés". Más tarde, Doyle hizo tres duplicados de los guantes hechos, dos de los cuales se usaron como guantes dobles en tiros largos.
Para New Nightmare, Lou Carlucci, el coordinador de efectos, remodeló el guante de Freddy para darle un aspecto más "orgánico". Él dice: "Hice el guante original en la primera pesadilla y deliberadamente hicimos ese aspecto tosco y primitivo, como algo que se construiría en el taller de alguien en casa. Dado que se supone que es una nueva apariencia para Freddy, Craven y todos los involucrados. decidió que el guante debería ser diferente. Esta mano tiene más músculo y textura ósea, las cuchillas son más brillantes y, en un caso, son retráctiles. Todo sobre este guante tiene un aspecto mucho más limpio, es más una parte natural de su mano que un guante". El nuevo guante tiene cinco garras.
En el remake de 2010, el guante se rediseñó como un guante de metal con cuatro barras de dedos, pero está modelado según su diseño original. Debido a esta iteración del origen del personaje como jardinero, desde el principio fue un guante de jardinero modificado como instrumento de tortura, y en la película sus hojas se basaban en un tenedor de jardín.
El guante de Freddy apareció en la comedia de terror Evil Dead II de 1987 sobre la puerta en el interior de un cobertizo. Esta fue la respuesta de Sam Raimi a Wes Craven mostrando imágenes de The Evil Dead en A Nightmare on Elm Street, que a su vez fue una respuesta a Sam Raimi que en su primera película “Evil Dead”, colocó un póster de la película de Craven de 1977 "The Hills Have Eyes". El guante también aparece en la comedia de terror de 1998, Bride of Chucky, en un vestuario de evidencia que también contiene la motosierra de Leatherface de The Texas Chainsaw Massacre, y las máscaras de Michael Myers de Halloween y Jason Voorhees de Viernes 13.

Al final de la película Jason Goes to Hell: The Final Friday, la máscara del personaje del título, Jason Voorhees, interpretada por Kane Hodder, es arrastrada bajo la tierra por la mano enguantada de Freddy. La mano enguantada de Freddy, en el final, fue también interpretada por Hodder.

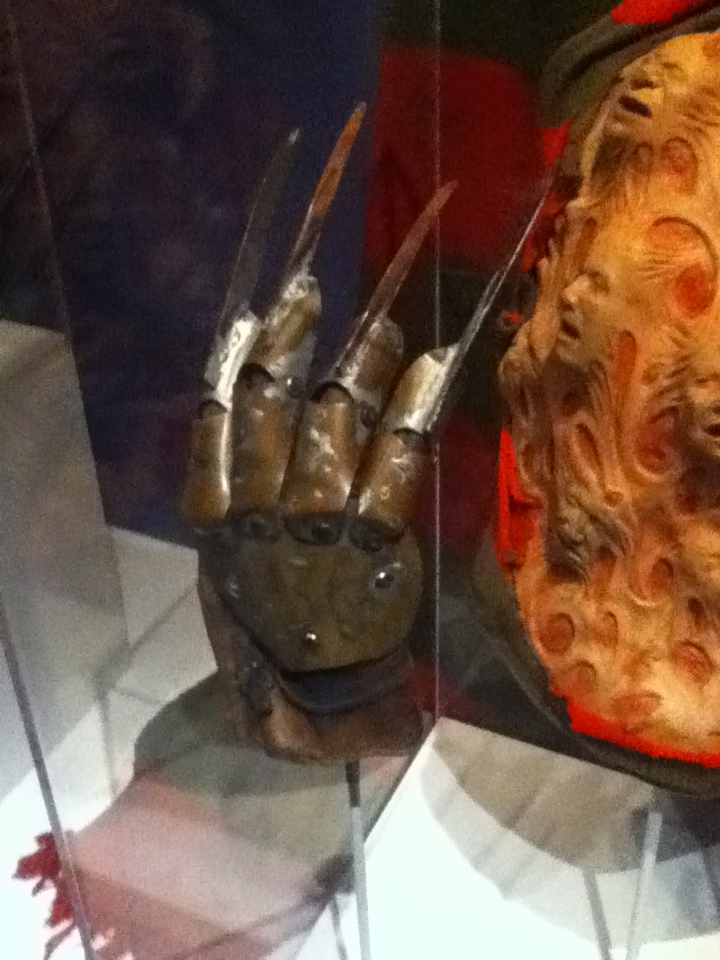
El icónico guante con cuchillas de Freddy Krueger, usado en The Dream Master.

## Biografía del personaje

### Origen
Durante la Navidad de inicios de la década del 40, una joven monja llamada María Helena (conocida como Amanda Krueger antes de entrar a la orden) fue encerrada accidentalmente en la división de criminales dementes del hospital psiquiátrico "Westin Hills", donde colaboraba como enfermera. Durante días fue violada y torturada por los cien pacientes allí confinados. Solo tras acabar las fiestas, cuando el hospital reabrió, fue encontrada apenas con vida y embarazada. Meses después, Frederick Charles Krueger nació y fue dado en adopción. Freddy fue puesto en adopción al Sr. Underwood, un alcohólico abusivo quien lo maltrataba en sus primeros días. Con el paso del tiempo, Freddy empezó a mostrar un comportamiento psicopático, matando animales pequeños. A menudo era ridiculizado por sus compañeros quienes lo llamaban "El Hijo de cien maníacos". En la etapa final de su adolescencia, Freddy empezó a disfrutar de los golpes y castigos asociándolos con el placer. También desarrolló lo que llamaba "El Secreto del Dolor", según esta filosofía, solo tras sentir y controlar el dolor puedes empezar a aplicarlo a otros; por ello practicó el masoquismo y la auto mutilación hasta convertir el sufrimiento en placer; posteriormente en orden a esta misma filosofía asesinaría a su padre adoptivo.
Una vez adulto, Freddy Krueger se casó con una mujer llamada Loretta, con quien tuvo una hija, Kathryn. La familia Krueger vivió en la casa de la infancia de Fred (Elm Street 1428). Freddy trabajaba en la central eléctrica local y en la caldera de la central había capturado a más de 20 niños del vecindario y los había asesinado. La policía no pudo resolver el caso, mientras los periódicos lo apodaron "El Acuchillador de Springwood". Kathryn era aún una niña cuando los niños del vecindario empezaron a desaparecer y ser encontrados muertos. Poco después, Loretta se dio cuenta de que en el sótano de la casa, Freddy tenía un cuarto secreto donde guardaba diferentes herramientas de tortura, recortes de diarios, versiones diferentes de su famoso guante, entre otras cosas. Aunque cuando él la descubre le promete que "no le dirá nada a nadie", Loretta es asesinada por Freddy enfrente de su hija, a quien Freddy intentó convencer de que había "castigado" a Loretta por "inmiscuirse en su trabajo especial", por lo que no había necesidad de hablarlo con otros, sin embargo, la pequeña habló, lo que puso a Freddy en la mira de la policía y sus vecinos. 
En 1966, Freddy fue arrestado por los asesinatos de los niños perdidos. Kathryn fue puesta en cuidado adoptivo, y luego fue adoptada. Debido a que la orden de allanamiento no fue firmada correctamente, todas las evidencias se descartaron, siendo Freddy liberado en 1968. Después del juicio de Freddy, Amanda Krueger se ahorcó en la misma torre donde fue violada. Esa misma noche, los padres del vecindario decidieron tomar la justicia por sus propias manos. Siguieron a Krueger hasta su cuarto de calderas, hicieron un camino de gasolina hasta la entrada y lo quemaron vivo. Mientras las llamas se apoderaban de la caldera, ante un moribundo Freddy se presentaron "Los Demonios de los sueños" para tentarlo. Estos demonios vagaban por la tierra buscando un alma cruel y sanguinaria, para convertir los sueños en realidad. Freddy aceptó su oferta para ser "eterno". La gente que ajustició, ignorando en lo que se había transformado y creyendo que todo había acabado, llevó los restos de Freddy al cementerio de autos Penny Brothers y encerrado en el maletero de un viejo Cadillac rojo, negando a su cadáver la oportunidad de descansar en paz en suelo consagrado, evitando así uno de los pocos métodos que podrían haber evitado su transformación o al menos que se volviera tan poderoso. Kathryn fue adoptada por la familia Burroughs, llevada fuera de Springwood y sus registros se borraron.

### Serie de eventos de las películas
Trece años después, Krueger se convirtió en una leyenda urbana mencionada en una ronda infantil que para los niños carecía de significado. Los padres de Elm Street recordaban en silencio los eventos de la década anterior, mientras sus hijos ya eran adolescentes. A finales de 1981, los adolescentes de Springwood (específicamente aquellos cuyos padres tomaron parte en el asesinato de Krueger) empezaron nuevamente a morir, pero esta vez de una manera peculiar, mientras dormían. A menudo los padres ignoraban o rechazaban las historias de sus hijos, quienes decían haber visto a un hombre llamado Freddy que estaba atormentándolos en sus sueños.
Mientras la víctima dormía, Krueger podía invadir y tomar el control de sus sueños, llevándolos hasta la muerte. Cualquier daño que era realizado en sus sueños persistía en el mundo real, permitiéndole así cometer múltiples asesinatos. A menudo Freddy jugaba con sus víctimas, cambiando de forma y apareciendo de imprevisto, a menudo en la misma fábrica donde fue quemado. Sus poderes aumentaban a medida que más personas creían en su existencia. En la cima de sus poderes, podía causar grandes daños en el mundo real, como la posesión de humanos (como se muestra en la segunda película) o de su propio cadáver (en la tercera película). Al asesinar a sus víctimas, las almas de los adolescentes eran absorbidas en el cuerpo de Krueger, adquiriendo aún más poder.
Freddy conoció a cinco notables adversarios antes de su muerte:
- Nancy Thompson (Heather Langenkamp), la hija de la familia que se muda a la vieja casa de Krueger, hija del comisario del pueblo quien junto a su esposa participaron en el asesinato de Freddy. Fue la primera en conocer el pasado de Krueger y la primera en derrotarlo. Vuelve en la tercera película, para ser asesinada por Freddy que había tomado la forma de su padre.[6]
- Jesse Walsh (Mark Patton), el único varón protagonista de una entrega de la saga, en A Nightmare on Elm Street Part 2: Freddy's Revenge. En esta película, Freddy intenta entrar en el mundo real a través del cuerpo de Jesse. Con la ayuda de su novia Lisa Webber (Kim Myers), Jesse recupera el control sobre sí mismo y Freddy desaparece.[7]
- Kristen Parker, una chica con la habilidad de llevar personas dentro de sus sueños. Aparece en la tercera entrega (interpretada por Patricia Arquette), donde es salvada por Nancy a costa de su propia vida. En la cuarta entrega también aparece (interpretada por Tuesday Knight) pero esta vez muere en el cuarto de calderas, no sin antes dar su poder a Alice.[7]
- Alice Johnson (Lisa Wilcox) (quien se convierte en el "Amo de los sueños"), obtiene los poderes de Kristen y de sus amigos. Dentro de todas Alice es la única (supuestamente) que queda viva. Después de quitarle las almas a Krueger, lo deja sin poder, un año después regresa embarazada y Krueger empieza a usar los sueños del hijo aún no nacido para matarla. Alice derrota a Krueger con la ayuda de la madre de este, Amanda Krueger.[7]
- Maggie Burroughs (Lisa Zane) Una trabajadora social a cargo de niños con problemas, tras encontrar a un joven amnésico proveniente de Springwood descubre que Freddy está detrás de las muertes de los chicos del centro social por lo que lo enfrenta, finalmente Freddy le revela que ella en realidad es Katherine Krueger, su hija y que la necesita para salir de Springwood y poder atacar en cualquier lugar. Maggie logra traerlo al mundo físico donde está limitado como un ser mortal y logra asesinarlo haciéndolo explotar.[7]

### La muerte de Freddy Krueger
Después de una década asesinando a los adolescentes de Springwood en sus sueños, la ciudad quedó desierta. Los recuerdos que quedaban eran de los adultos, muchos de los cuales habían enloquecido después de la muerte de sus hijos. Cuando ya nadie queda para matar, Freddy busca fuera de Springwood, esperando continuar con sus asesinatos en otra ciudad. Sin embargo, dado que Krueger no puede salir de los límites de Springwood, decide utilizar a su desconocida hija Kathryn.
Krueger usa lo que le queda de sus poderes sobrenaturales para borrar la memoria del último adolescente, enviarlo fuera de la ciudad y hacerlo encontrarse con Kathryn, quien ahora es una adulta de nombre Maggie Burroughs (Lisa Zane), y trabaja como consejera en problemas de adolescentes en otra ciudad. Desde la muerte de su madre, Kathryn fue criada por padres adoptivos, habiendo suprimido todos los horribles recuerdos de su niñez. Después de hacer que Maggie visite Springwood, Freddy logra esconderse dentro de la mente de su hija y así pudo salir fuera de los límites de la ciudad. Sin embargo ella, junto a una muchacha llamada Tracy y su compañero Doc (un psiquiatra del sueño), planean la destrucción definitiva de Freddy. Después de sacarlo de sus sueños hacia la realidad, Maggie clava un cartucho de dinamita en el pecho de Krueger, matándolo y liberando a los demonios del sueño que le habían dado el poder.

### Freddy vs. Jason
Maggie se encargó de regresar a Krueger al infierno y Springwood se revitalizó. Cuando las autoridades comprenden que Freddy atacaba y obtenía sus poderes del miedo de los jóvenes que conocían su existencia, borraron todos los antecedentes y callaron todas las historias que lo mencionaban, aislando también a cualquiera que alguna vez haya soñado con Freddy o sepa algo de su existencia. Así, Springwood salió de la oscuridad y más tarde se repuebla sin rastros de enfermedad.
Mientras tanto, Krueger sigue en el infierno, sin poder escapar de este, debido a que no existía nadie en Springwood que le temía. Para provocar nuevamente el miedo en los habitantes de la ciudad, Freddy planea resucitar al asesino Jason Voorhees. Bajo la forma de la madre de Jason, Pamela Voorhees, Krueger lo manda a matar a los adolescentes de Elm Street, haciéndoles creer a los ciudadanos de Springwood que él (Krueger) había regresado.
Jason comete unos cuantos asesinatos y como lo planea Freddy, lo culpan a él, con lo que resurge en la memoria colectiva y de esta manera empieza a recuperar sus poderes. Un pequeño grupo de jóvenes y un policía descubren que no es Freddy el autor de los asesinatos, pero ya era demasiado tarde. El miedo de Springwood le había dado el suficiente poder a Krueger como para regresar a atacar a la ciudad. Pero un problema del que Krueger no se había percatado es que Jason no dejaría de asesinar. Freddy se llena de ira al ver que "sus niños" eran asesinados por su rival lo que a sus ojos era una invasión a su territorio, iniciándose así la batalla más sangrienta entre los dos iconos del asesinato que atacaron al mundo de los sueños y el real, en el viejo lugar de Jason, el campamento Crystal Lake. El final fue dejado como ambiguo por los guionistas, ya que Jason sale del agua con la cabeza decapitada de Freddy, quien guiña un ojo sonriendo a la audiencia, antes de la aparición de los créditos.

## La Entidad
De toda la saga, la película Wes Craven's New Nightmare no solo es la única que sucede fuera del universo ficticio en que se contextualiza el resto de la franquicia, también técnicamente es la única donde Freddy no aparece. 
Según se explica en esta historia, el antagonista es una fuerza maligna señalada solo como La Entidad; un mal primordial, poderoso y muy antiguo que ha acosado al mundo desde el inicio de los tiempos. Sin embargo, su debilidad intrínseca es que es susceptible a ser encerrado en una historia ficticia que sea mucho más aterradora que las que se han creado hasta el momento.
Según explica Wes Craven a Heather Langenkamp, los hombres primitivos descubrieron que si una historia era aterradora más allá de lo convencional La Entidad no podía evitar se arrastrada al mundo ficticio que se narraba en ella y asumir la forma del antagonista, quedando así aislado del mundo real. Sin embargo, estas prisiones eran provisorias ya que con el tiempo los relatos perdían impacto en la gente y eso debilitaba su poder permitiéndole escapar; por esto nació la tradición de crear historias cada vez más aterradoras que sirvieran como prisiones consecutivas para La Entidad.
En 1994 Craven, a pesar de que Freddy's Dead: The Final Nightmare había significado el cierre de la saga con la muerte de su antagonista, decidió participar en el reinicio de la franquicia escribiendo un libreto para una nueva entrega; esto porque había descubierto no solo que durante la última década sus historias habían servido como las prisiones de La Entidad, sino también porque comprendió que la criatura disfrutaba ser Freddy Krueger y deseaba seguir siéndolo mientras caminaba libre por el mundo; por ello, al ver los esfuerzos del autor para filmar y estrenar pronto una nueva película, comenzó a utilizar los poderes de Freddy para manifestarse en el mundo real y asesinar sistemáticamente a individuos claves en la producción, además de acosar a Heather, quien nuevamente encarnaría a la protagonista destinada a derrotarlo y con ello prolongar su encierro.
Tras acosar, manipular y secuestrar al hijo de Heather, La Entidad finalmente logra manifestarse físicamente en este mundo convertido en una versión más oscura y aterradora de Freddy, que enfrenta a Heather, quien logra rescatar a su hijo y derrotarlo encerrándolo durante la siguiente generación.

## Otros medios

### Freddy vs. Jason vs. Ash
Entre noviembre del 2007 y marzo del 2008 surgió una serie no canónica de Cómic Books que sirve de continuación a la película Freddy vs. Jason y de la saga Evil Dead, y que además toma elementos de la película Jason Goes to Hell: The Final Friday. Fue escrita por James Kuhoric e ilustrada por Jason Craig.
En esta historia Freddy queda atrapado en la mente de Jason, al cual convence para traerle el libro Necronomicón de la casa de su familia, para así poder liberarse. Pero el destino trae a Ash, el elegido, para detenerlos, pero no le será tan sencillo ya que Freddy se ha vuelto más poderoso gracias al Necronomicón, tanto que pudo combinar el mundo real con el de los sueños además de poder controlar a los muertos vivientes. Al final, Ash, gracias al libro consigue que Freddy vaya a otra dimensión y Jason quede atrapado en Crystal Lake.

### Remake
En 2008 New Line Cinema encargó a la productora Platinum Dunes de Michael Bay, Brad Fuller y Andrew Form, la responsabilidad de crear una nueva franquicia de la saga A Nightmare on Elm Street; Platinum Dunes había sido la responsable del remake de The Texas Chainsaw Massacre en 2003. El director encargado de esta nueva entrega fue Samuel Bayer, mientras que Jackie Earle Haley fue escogido para encarnar a Freddy Krueger. La cinta se centra en la historia de Freddy Krueger antes de convertirse en un asesino que atacaba a sus víctimas en sus sueños.
En esta nueva entrega, Freddy es el jardinero en una escuela preescolar, donde abusa de los niños que están en el colegio. Los padres, al enterarse, deciden ir en su busca para atraparlo y matarlo, sin necesidad de avisar a la policía. Freddy consigue huir momentáneamente, pero los padres consiguen atraparlo en un recinto donde lo queman vivo. Años más tarde, Krueger vuelve a aterrorizar a los niños de Springwood en un lugar donde sus padres no pueden salvarlos, en sus pesadillas. Nancy, la protagonista; y Quentin, su amigo, deciden como acabar con Freddy, y para ello, lo sacan del mundo de los sueños, para decapitarlo en el mundo real. Pero a pesar de esto, se puede apreciar que no ha muerto, ya que al final del film mata a la madre de Nancy, delante de ella.
Tras su estreno el 30 de abril de 2010 en Estados Unidos, se informó la creación de una secuela a esta cinta, debido principalmente a la buena recaudación que obtuvo en la taquilla.

### Televisión
Robert Englund continuó su papel de Krueger el 9 de octubre de 1988 en la serie de antología televisiva Freddy's Nightmares. El show fue presentado por Freddy, quien no participó directamente en la mayoría de los episodios, pero sí apareció ocasionalmente para influir en la trama de episodios particulares. Además, un tema coherente en cada episodio eran los personajes que tenían sueños inquietantes. La serie tuvo una duración de dos temporadas, 44 episodios, que terminó el 10 de marzo de 1990. Aunque la mayoría de los episodios no presentaron a Freddy tomando un papel importante en la trama, el episodio piloto, "No More, Mr. Nice Guy", describe los eventos de su juicio, y su posterior muerte a manos de los padres de Elm Street después de su absolución. En "No More, Mr. Nice Guy", aunque el caso de Freddy parece abierto y cerrado, se declara un juicio nulo basado en el oficial de arresto, el teniente Tim Blocker, que no lee a Krueger sus derechos Miranda, que es diferente de la pesadilla original que decía fue puesto en libertad porque alguien se olvidó de firmar una orden de registro en el lugar correcto. El episodio también revela que Krueger usó una camioneta de helados para atraer a los niños lo suficientemente cerca como para que pudiera secuestrarlos y matarlos. Después de que los padres de la ciudad queman a Freddy hasta la muerte, él vuelve a perseguir a Blocker en sus sueños. Freddy se venga cuando Blocker se acuesta en la oficina del dentista, y Freddy aparece y lo mata. El episodio "Sister's Keeper" fue una "secuela" de este episodio, a pesar de que fue el séptimo episodio de la serie. El episodio sigue a Krueger mientras aterroriza a las gemelas Bloqueadoras, las hijas gemelas idénticas del Teniente Tim Blocker, y enmarca a una hermana por el asesinato de la otra. La temporada dos, "Es mi fiesta y morirás si quiero que lo hagas", presentó a Freddy atacando una cita de graduación de la escuela secundaria que lo levantó veinte años antes. Obtuvo su venganza con su deseo de ser cumplido en el proceso.
El personaje regresó a la televisión en un episodio de The Goldbergs titulado "Mister Knifey-Hands" y Englund repitió su papel en un cameo.

### Videojuegos
La primera aparición de Freddy en un videojuego fue en el juego de 1989 de Nintendo Entertainment System, A Nightmare on Elm Street. El juego fue publicado por LJN Toys y desarrollado por Rare.
Un segundo juego para las computadoras Commodore 64 y DOS también se lanzó en 1989, lanzado por Monarch Software y desarrollado por Westwood Associates.
Freddy Krueger apareció como un personaje jugable descargable para Mortal Kombat (2011), con Robert Englund retomando su papel, en aquella versión, el personaje posee dos guantes en vez de uno y su apariencia es de la película del 2010, mientras que sus fatalities están basados en como él mata a los protagonistas de la saga original (por ejemplo, su primer fatality es igual a como mata a Glen en la primera película). Se ha convertido en el segundo personaje no original en Mortal Kombat en aparecer en el juego siendo Kratos de la serie God of War el primero (que era un personaje exclusivo para las versiones de PlayStation 3 y PlayStation Vita, mientras que Freddy estaba disponible en todas las versiones del juego). El juego muestra a Krueger como un espíritu malévolo que habita en el Reino de los Sueños y ataca a Shao Kahn por "robar" las almas de sus posibles víctimas. Durante la pelea, él es arrastrado a la representación ficticia del juego del mundo real. El herido Krueger se arma con dos garras de afeitar para continuar luchando contra Kahn. Al derrotarlo, Krueger es enviado de regreso al Reino de los sueños por Nightwolf, donde continúa persiguiendo los sueños de su presa humana. En una entrevista el cocreador de Mortal Kombat, Ed Boon, citó la naturaleza violenta y el estatus icónico del personaje como un razonamiento para la inclusión en el juego: "A lo largo de los años, ciertamente hemos tenido varias conversaciones sobre personajes invitados. En un momento, tuvimos una conversación sobre tener un grupo (Freddy, Jason, Michael Myers, Leatherface de Texas Chain Saw Massacre). Nunca nos dimos cuenta de cómo lo haríamos, ya sea que fueran personajes de DLC o qué. También quería presentar un personaje que fuera inesperado. Esta cosa del DLC abre las puertas para realizar estas ideas".
En octubre de 2017, Krueger fue lanzado como un personaje jugable descargable en el séptimo capítulo del juego de terror de supervivencia asimétrica Dead by Daylight, junto a Quentin Smith. Los eventos del capítulo se establecen inmediatamente después del escape de Nancy Holbrook de Krueger, después de lo cual se dirige a Quentin Smith como venganza por ayudarla. Invadiendo los sueños de Smith, lo obliga a ir al preescolar de Badham, donde los dos son llevados inconscientemente al universo de Dead by Daylight por una fuerza invisible.

## Premios y reconocimientos
En junio de 2003, el American Film Institute reveló los resultados de su lista "100 héroes y villanos", que reunía a cincuenta héroes y cincuenta villanos cinematográficos estadounidenses, quedando Freddy Krueger en el puesto número 40 de los villanos.

## Listado de películas
- A Nightmare on Elm Street (1984). Dirigida por Wes Craven.
- A Nightmare on Elm Street 2: Freddy's Revenge (1985). Dirigida por Jack Sholder.
- A Nightmare on Elm Street 3: Dream Warriors (1987). Dirigida por Chuck Russel.
- A Nightmare on Elm Street 4: The Dream Master (1988). Dirigida por Renny Harlin.
- A Nightmare on Elm Street 5: The Dream Child (1989). Dirigida por Stephen Hopkins.
- Freddy's Dead: The Final Nightmare (1991). Dirigida por Rachel Talalay.
- Wes Craven's New Nightmare (1994). Dirigida por Wes Craven.
- Freddy vs. Jason (2003). Dirigida por Ronni Yu.
- A Nightmare on Elm Street (2010). Dirigida por Samuel Bayer.